# Isola Grande (Marzamemi)
Isola Grande è un'isola dell'Italia sita nel mar Ionio, in Sicilia.
Amministrativamente appartiene a Pachino, comune italiano della provincia di Siracusa.
Si trova di fronte al porto di Marzamemi, inglobata dal molo costruito a chiusura del porto stesso. Il suo perimetro misura circa 400 metri.